# Vis Herred
Vis Herred (tysk: Wiesharde) var et herred i hertugdømmet Slesvig, beliggende vest og sydvest for Flensborg.
Vis herred hørte i middelalderen til Istedsyssel. Senere kom det under Flensborg Amt. Området ligger nu i kreds Slesvig-Flensborg i delstaten Slesvig-Holsten (Sydslesvig) og delvis i Aabenraa Kommune i Region Syddanmark. Vis Herred blev allerede nævnt i kong Valdemars Jordebog i 1231 med Hanved som tingsted.
I herredet ligger følgende sogne eller dele af sogne:
- Bov Sogn
- Hanved Sogn
- Nørre Haksted Sogn (dog uden Skovlund, som hørte under Kær Herred)
- Store Vi Sogn
- Valsbøl Sogn
- Vanderup Sogn